# Kanton Neuilly-en-Thelle
Neuilly-en-Thelle is een voormalig kanton in Frankrijk. Het werd opgeheven bij decreet van 20 februari 2014 met uitwerking in maart 2015. De gemeenten werden over de volgende kantons verdeeld:
- Chantilly
- Méru
- Montataire

Het kanton omvatte de volgende gemeenten:
1. Neuilly-en-Thelle
2. Balagny-sur-Thérain
3. Belle-Église
4. Boran-sur-Oise
5. Chambly
6. Cires-lès-Mello
7. Crouy-en-Thelle
8. Dieudonné
9. Ercuis
10. Foulangues
11. Fresnoy-en-Thelle
12. Le Mesnil-en-Thelle
13. Morangles
14. Puiseux-le-Hauberger
15. Ully-Saint-Georges